# Gunung Ketur
Gunung Ketur is een bestuurslaag in het regentschap Jogjakarta van de provincie Jogjakarta, Indonesië. Gunung Ketur telt 4130 inwoners (volkstelling 2010).